# Timothy Richards Lewis

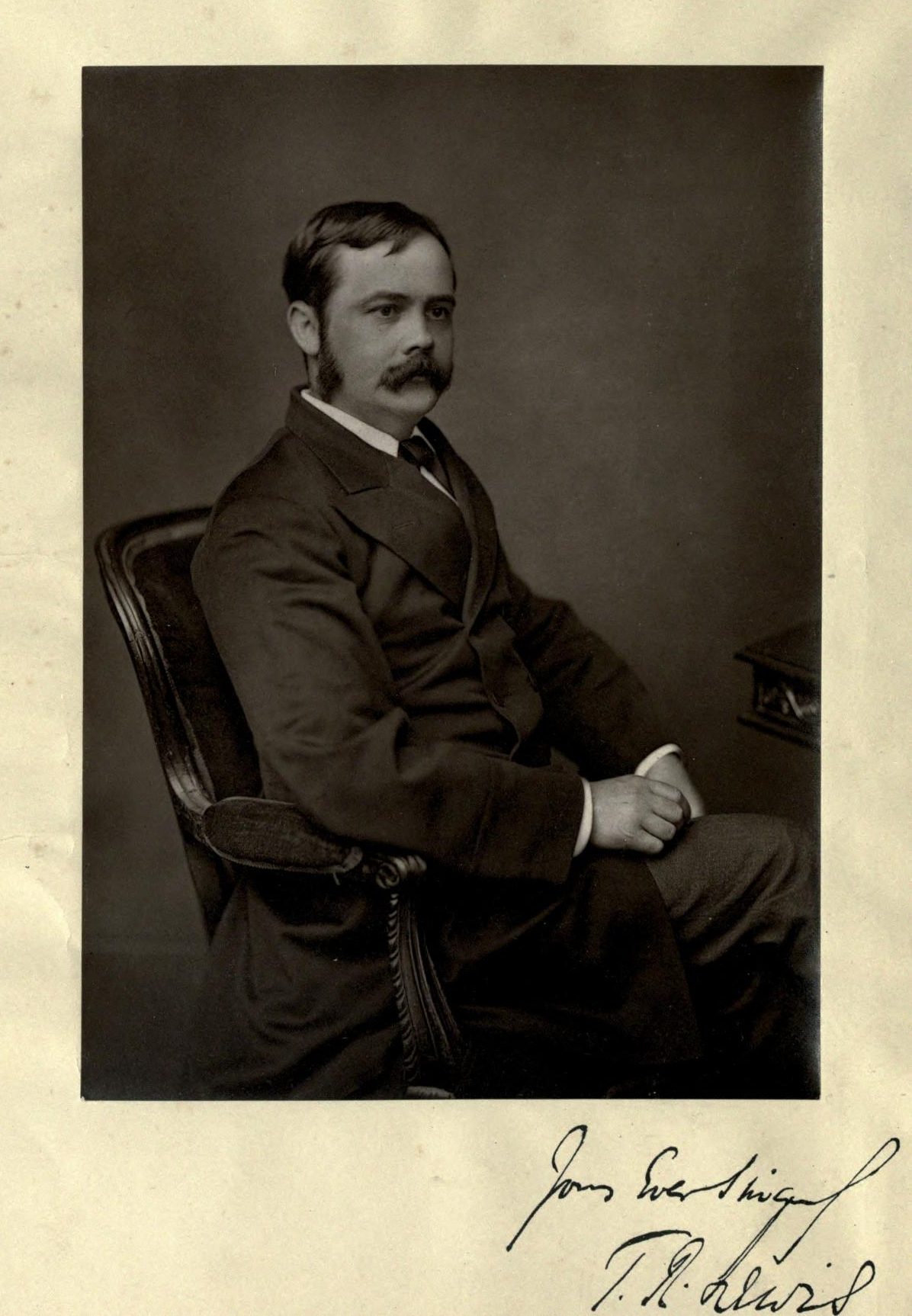
Timothy Richards Lewis

Timothy Richards Lewis (* 31. Oktober 1841 in Hafod,  Carmarthenshire; † 7. Mai 1886) war ein walisischer Arzt (Pathologe, Chirurg), der in Indien über Tropenkrankheiten forschte, darunter Lepra, Cholera, Trypanosomen und Pilzkrankheiten.
Lewis wuchs auf der elterlichen Farm in Pembrokeshire auf. Er besuchte die Grammar School in Narberth und ging dort bei einem Chemiker in die Lehre. Mit neunzehn Jahren ging er nach London als Chemiker in eine Fabrik in Streatham und danach als Pharmazeut (Dispenser) in das German Hospital, wo er auch Deutsch lernte. Daneben studierte er am University College London. 1867 erhielt er einen Abschluss der Universität Aberdeen und ging zur Armee auf deren medizinische Schule in Netley. Nach viermonatiger Ausbildung schloss er als Bester ab und erhielt den Rang eines Surgeon-Major. Lewis wurde nach kurzem Aufenthalt bei Max Pettenkofer in München 1869  nach Calcutta in  Indien geschickt, wo er als Mitarbeiter von David Douglas Cunningham unter anderem verschiedene Hypothesen zur Ursache der Cholera untersuchte. So hatte Pettenkofer vermutet, dass Bodenbedingungen eine Rolle spielten und Ernst Hallier in Jena, dass eine Pilzerkrankung die Ursache sei. Dazu untersuchte er die meteorologischen Bedingungen und Urin und Stuhl der Patienten. In Patienten mit Chylurie (Lymphflüssigkeit im Urin) entdeckte er Filarien (Verursacher der Filariose), die unabhängig später auch von Joseph Bancroft  in Australien entdeckt wurden. Er identifizierte auch verschiedene andere Mikroorganismen im Blut von Säugern und Vögeln, darunter den ersten Trypanosomen, den er in Ratten fand und der nach ihm Trypanosoma lewisi benannt wurde.
1879 heiratete er Emily Frances Brown und kehrte 1883 nach England zurück, wo er in Netley Assistant Professor für Pathologie war und Bakteriologie in das veraltete Curriculum einführte.
1885 war er mit Heneage Gibbes und Emanuel Klein Mitglied eines Komitees, dass die Entdeckung des Choleraerregers durch Robert Koch untersuchen sollte und diese zurückwies. Das Urteil wurde möglicherweise politisch beeinflusst (Politiker wie Joseph Fayrer und J. M. Cuningham lehnten Kochs Thesen des bakteriellen Ursprungs auch ab), da die Klassifizierung von Cholera als Infektionskrankheit unweigerlich zu Quarantänemaßnahmen führte, was dem Handel abträglich war.
Lewis starb an einer Lungenentzündung, möglicherweise Folge eines Laborunfalls.
Er ist einer der 23 ursprünglichen Namen auf dem Fries der London School of Hygiene and Tropical Medicine, die Personen aufführen, die sich um öffentliche Gesundheit und Tropenmedizin verdient gemacht haben.